# Missouri Key
Missouri Key ist eine kleine Insel der Lower Florida Keys.
Der U.S. Highway 1 (auch Overseas Highway genannt) kreuzt diese Insel bei MM 39.5. Die Insel liegt zwischen Ohio Key im Südwesten (getrennt durch den 385 Meter breiten Ohio Missouri Channel) und Little Duck Key im Nordosten (getrennt durch den 240 Meter breiten Missouri Little Duck Channel). Zwischen diesen Inseln verläuft der Highway 1 auf Brücken. Entlang des Highway 1 ist die Insel 490 Meter lang. Ihre größte Breite beträgt 265 Meter. Die Insel weist eine Fläche von 7,7 Hektar (77.304 m²) auf. Die Insel wurde von Bauarbeitern aus Missouri während der Bauarbeiten an der Florida East Coast Railway nach ihrem Heimatbundesstaat benannt. Sie ist lokal auch unter den Namen Little Grassy Key oder Grassy Island bekannt.